# Liste der Vizegouverneure von Manitoba

Amtsflagge des Vizegouverneurs von Manitoba

Diese Liste führt die Vizegouverneure (engl. lieutenant governors) der kanadischen Provinz Manitoba seit dem Beitritt zur Kanadischen Konföderation im Jahr 1870 auf. Von 1870 bis 1876 waren sie für Manitoba und die Nordwest-Territorien zuständig, von 1876 bis 1905 für Manitoba und den Keewatin-Distrikt. Der Vizegouverneur vertritt den kanadischen Monarchen auf Provinzebene.
| Vizegouverneur              | Amtszeit                              |
| --------------------------- | ------------------------------------- |
| Adams George Archibald      | 20. Mai 1870 – 8. April 1872          |
| Alexander Morris            | 2. Dezember 1872 – 8. Oktober 1877    |
| Joseph-Édouard Cauchon      | 8. Oktober 1877 – 29. September 1882  |
| James Cox Aikins            | 29. September 1882 – 1. Juli 1888     |
| John Christian Schultz      | 1. Juli 1888 – 2. September 1895      |
| James Colebrooke Patterson  | 2. September 1895 – 10. Oktober 1900  |
| Daniel Hunter McMillan      | 10. Oktober 1900 – 1. August 1911     |
| Douglas Colin Cameron       | 1. August 1911 – 3. August 1916       |
| James Albert Manning Aikins | 3. August 1916 – 9. Oktober 1926      |
| Theodore Arthur Burrows     | 9. Oktober 1926 – 18. Januar 1929     |
| James Duncan McGregor       | 25. Januar 1929 – 1. Dezember 1934    |
| William Johnston Tupper     | 1. Dezember 1934 – 1. November 1940   |
| Roland Fairbairn McWilliams | 1. November 1940 – 1. August 1953     |
| John Stewart McDiarmid      | 1. August 1953 – 15. Januar 1960      |
| Errick Willis               | 15. Januar 1960 – 1. September 1965   |
| Richard Spink Bowles        | 1. September 1965 – 2. September 1970 |
| William John McKeag         | 2. September 1970 – 15. März 1976     |
| Francis Lawrence Jobin      | 15. März 1976 – 23. Oktober 1981      |
| Pearl McGonigal             | 23. Oktober 1981 – 11. Dezember 1986  |
| George Johnson              | 11. Dezember 1986 – 5. März 1993      |
| W. Yvon Dumont              | 5. März 1993 – 2. März 1999           |
| Peter Liba                  | 2. März 1999 – 30. Juni 2004          |
| John Harvard                | 30. Juni 2004 – 3. August 2009        |
| Philip S. Lee               | 3. August 2009 – 19. Juni 2015        |
| Janice Filmon               | 19. Juni 2015 – 24. Oktober 2022      |
| Anita Neville               | seit dem 24. Oktober 2022             |